# Equipo de Fed Cup de Turquía
El equipo turco de Fed Cup es el representativo de Turquía en la máxima competición internacional a nivel de naciones del tenis femenino, y es administrado por la Federación de Tenis de Turquía.

## Historia
Turquía compitió por primera vez en Fed Cup en 1991 y su mejor actuación fue alcanzar el Grupo I de la Zona de Europa/África. 